# ТЕС Flevo Maxima
52°34′39.0″ пн. ш. 5°31′46.9″ сх. д. / 52.577500° пн. ш. 5.529694° сх. д.
ТЕС Flevo Maxima (раніше Flevocentrale) — теплова електростанція у Нідерландах в провінції Флеволанд.
Майданчик ТЕС розташована неподалік від міста Лілестад у озері Ейсселмер, створеному внаслідок будівництва дамб, що відгородили колишню затоку Зейдерзеє від Північного моря. Станція, будівництво якої почалось у 1962 році, одразу розраховувалась на використання природного газу — незадовго до її спорудження розпочалась розробка гігантського родовища Гронінген. Перші два енергоблоки мали потужність по 180 МВт та були введені в експлуатацію у 1968 та 1969 роках. У 1973-му до них приєднався значно потужніший третій блок із показником у 460 МВт.
В 1989 році останній блок доповнили газовою турбіною компанії General Electric PG9161E потужністю 116 МВт. Це утворило парогазовий блок загальною потужністю 495 МВт, який втім зберігав свій основний котел (можливо відзначити, що подібні операції в кінці 1980-х провели й на інших нідерландських ТЕС, як то Lage Weide та Хемвег). Завдяки такій модернізації паливна ефективність зросла з 40 до 46 %.
Всі перші енергоблоки знесли у 2007 році, готуючи майданчик для спорудження повноцінної парогазової електростанції (втім, газова турбіна із складу блоку № 3 працювала до середини 2010-х). За три роки ввели в експлуатацію два однотипні енергоблоки загальною потужністю 860 МВт, кожен з яких обладнали турбінами компанії Alstom: газовими GT26B2 потужністю по 280 МВт та паровими KA26-1SS потужністю по 150 МВт. Паливна ефективність нових об'єктів становить 58,73 %. Вартість цього проекту склала біля 0,5 млрд.євро.